# Kiskunmajsa
Kiskunmajsa (hongrois : Kiskunmajsa [ˈkiʃkunmɒjʃɒ]) est une localité hongroise, ayant le rang de ville dans le comitat de Bács-Kiskun.

## Géographie
Kiskunmajsa se trouve à 46 km au sud de Kecskemét et à 124 km au sud-est de Budapest.

## Population

### Démographie
Recensements ou estimations de la population :
| 1870  | 1880  | 1890   | 1900   | 1910   |
| ----- | ----- | ------ | ------ | ------ |
| 7 161 | 9 153 | 10 869 | 12 341 | 14 365 |

| 1920   | 1930   | 1941   | 1949   | 1960   |
| ------ | ------ | ------ | ------ | ------ |
| 14 473 | 15 069 | 15 608 | 15 668 | 15 339 |

| 1970   | 1980   | 1990   | 2001   | 2011   |
| ------ | ------ | ------ | ------ | ------ |
| 14 439 | 13 419 | 12 030 | 12 109 | 11 767 |